# Coup d'État de Yanaon
En 1954, le coup d'État de Yanaon est un incident qui a provoqué un grand intérêt en Inde comme en France, alors que les deux gouvernements étaient réunis à la table des négociations à Delhi et Paris afin de s'accorder sur l'avenir des comptoirs français en Inde.
Yanaon était la colonie la plus pro-française de tous les Établissements français de l'Inde, avec des dirigeants loyaux comme Samatam Krouschnaya, Kamichetty Sri Parassourama Varaprassada Rao Naidu ou Kamichetty Venougopala Rao Naidou. L'intervention du consul général de l'Union indienne Sri Kewal Singh et de Dadala Raphael Ramanayya a mis fin à ce positionnement pro-français de Yanaon.

## Interprétation
Le coup d’État a été interprété de manières différentes au cours du temps :
- comme un acte de libération par les dirigeants partisans de l’intégration à l’Inde,
- un incident regrettable mais bienvenu par le gouvernement indien,
- un acte de traîtrise de la part des Indiens par le gouvernement français,
- uniquement une prise de pouvoir par des natifs de Yanaon préférant alors les Français aux Indiens.

Quelles que soient les interprétations des nombreuses analyses de cet incident, personne ne peut nier l’impact qu’il a eu, tant sur le besoin de décolonisation que sur le nationalisme qui prévalait dans la façon de penser des gens au travers du monde colonial dans les années de 1940 à 1960.

## Les causes du coup d'État
Le coup d'État de Yanaon fait partie du processus de libération et d’intégration des "Etablissements français d'Inde", ou Inde française. Les causes en sont presque les mêmes que celles du mouvement global. La différence réside en ce que Yanaon est alors une région avec une forte prédominance pro-française, ce qui a rendu l'intervention de l'armée indienne nécessaire.
La cause immédiate en est la conclusion du consul général Sri Kewal Singh durant la nuit du 11 avril 1954 à la conférence de Kandamangalam : « Afin de réaliser une vraie libération des colonies quelqu'un doit attaquer une des quatre grandes colonies françaises », puisque les autorités françaises se moquent du gouvernement provisoire de Nettapacom.
Yanaon est un petit territoire tant en superficie qu’en population.
Il demande à Dadala Raphael Ramanayya un plan pour le libérer.
Il en résulte ce que l'on appelé le coup d'État de Yanaon.

## Le scénario politique avant le coup d’État
Aux alentours du 10 décembre 1953, le consul général R. K. Tandon est transféré et Sri Kewal Singh prend sa place. Il reste cependant derrière monsieur Sellane Naicker et monsieur Dadala.[Quoi ?] Il a le pouvoir de détacher des dirigeants et des membres de l'assemblée (assemblée représentative) du camp français à New Delhi.

### Changement de camp d’Édouard Goubert
Le mouvement d’unification prend de l’ampleur avec V. Subbiah lorsque le maire de Pondichéry, Édouard Goubert, rejoint le camp des partisans de l’intégration.

### Les municipalités pour l’intégration
Un événement important dans le mouvement de libération de Pondichéry arrive le 18 mars 1954. Les membres de l'exécutif municipal, le maire de Pondichéry ainsi que sept communes attenantes proclament leur décision de fusionner avec l'Union indienne sans référendum. Toutes les communes du Kârikâl font de même. Cette décision devait tout de même être confirmée par l'assemblée représentative.

### L'intervention du gouverneur
Lorsque le parti socialiste d'Inde française lance une résolution en faveur de l’intégration, le gouverneur français l’abandonne en remettant la séance. Après ça, les socialistes ont l'intention de rallier les communes isolées et de les passer une à une à Pondichéry. Le parti communiste est aussi prêt à lancer une campagne d'action directe pour intégrer Pondichéry à l'Inde.

### Le gouvernement provisoire
Le dernier jour de mars 1954, les dirigeants du parti socialiste de l'Inde française hissent le drapeau national indien au-dessus du poste de police de Nettapacom. Un gouvernement provisoire avec monsieur Édouard Goubert à sa tête est formé dans l'enclave de Nettapacom. L'armée indienne de réserve se poste autour de ses frontières.

### La conférence de Kandamangalam
Pendant ce temps, les négociations continuent entre les gouvernements français et indien. Durant la nuit du 11 avril 1954, le consul général Sri Kewal Singh rencontre tous les dirigeants du gouvernement provisoire à la conférence de Kandamangalam. Il explique que les autorités françaises se moquent du gouvernement provisoire. Il suggère que s’ils veulent vraiment libérer tous les établissements ils doivent en occuper un des quatre plus grands. Alors Dadala arrive à la maison où se tient la réunion et le consul lui demande ce qu'il pense du projet et s'il a des idées. Par la suite, un projet est formé par Dadala pour essayer de libérer Yanaon.

## L'instigation d'une atmosphère intégrationniste
Le 13 avril 1954, Dadala arrive à Yanaon pour étudier la possibilité de libérer la colonie des Français. Dès son arrivée, il se rend compte que Yanaon baigne dans une atmosphère pro-française et qu'il n'y existe pas de ferveur indépendantiste. Le 14 avril 1954, il se rend à Kakinada, une ville frontalière de Yanaon du district de Godavari, dans l'est de l'État indien du Andhra Pradesh. Il y rencontre les dirigeants du district pour demander de l'aide, mais n'obtient aucun soutien.
À Yanaon, ses amis l'avertissent que s'il ose se lancer dans une agitation nationaliste, il sera capturé et tué. En effet, à Yanaon, tout le monde semble se tenir à carreau de l'administration française. Le lendemain, lorsque Dadala marche à la rencontre de ses partisans dans le village de Farampeta, il est interpellé par la police française mais il sort son revolver, tire en l'air et parvient à s'échapper en territoire indien.
Retournant à Kakinada, il achète plusieurs drapeaux du Parti du Congrès et commence une campagne de porte à porte tout en demandant aux étudiants et à leurs dirigeants d'organiser une réunion à la mairie. Avec ses nouvelles recrues nationalistes, il orne des camions de drapeaux indépendantistes et ils parcourent les rues de Yanaon invitant les gens à monter dedans pour aller aux réunions. Lors de ces réunions, il exhorte la foule à l'aider dans sa lutte pour la libération de Yanaon et cherche à susciter un patriotisme indien. En quelques jours, il parvient à créer une atmosphère anti-française à Yanaon et dans ses environs.
La police française fait alors une erreur en s'en prenant à des villages en territoire indien. Dadala envoie un télégramme de plainte au Consul général à propos des actions de la police française. Il installe des haut-parleurs dans les villages de Yanaon, fait diffuser des musiques patriotiques et tente de convaincre la population de rejoindre l'Inde. À l'intérieur de Yanaon, les dirigeants pro-français (Samatam Krouschnaya et Kamichetty Sri Parasurama Varaprasada Rao Naidu) organisent des réunions quotidiennes contre l'intégration.
Début juin, le secrétaire général de l'administration française de Pondichéry rencontre Dadala et l’informe que le gouvernement transfère les deux officiels européens résidant à Yanaon. Il lui demande de s’assurer de leur sécurité envers les nationalistes, le temps qu'ils partent. Dadala les suit jusqu'à Kakinada d'où ils partent en train via l'express de Circar jusqu'à Pondichéry.

## Préparation du coup d’État
Avec tous les dirigeants français en fureur au moindre mouvement de foule, les partisans de l’intégration décident que c'est le moment de frapper. Après consultation avec les officiels de Kakinada et d'autres dirigeants de Yanaon tel que Maddimsetti Satyanandam (maire de Yanaon), Yerra Jagannatha Rao, Kamichetty Sri Parasurama Varaprasada Rao Naidu et Kanakala Tatayya Naidou (deux membres de l'Assemblée représentative de Yanaon). Dadala conclut des arrangements pour prendre l'administration. Bien que Kamichetty Parasuram Naidu soit pro-français (à cause de son père Kamichetty Venougopala Rao Naidou, ancien maire de Yanaon, dit Grand vieil homme de Yanaon), il accepte de le rejoindre.
Ensuite le maire Maddimsetti fuit Yanaon parce qu'il s’est fâché avec les gens de son camp. Sa maison est pillée. Monsieur Samatam Krouschnaya, un médecin de 78 ans, devient maire par intérim. Il est le seul dirigeant pro-français à combattre les partisans de l’intégration. Il était un poète, un historien et un médecin ayurveda, il a écrit beaucoup de livres en télougou et français.
Yanaon étant dans un courant extrêmement pro-français, l'intervention de l'armée indienne devient inévitable.

## Le coup d'État de Yanaon
Tôt dans la matinée du dimanche 13 juin 1954, Dadala marche en tête de quelques milliers de manifestants de Kakinada en direction du pavillon de l'administrateur de Yanaon, dans l'intention de le capturer et de hisser le drapeau indien. Un autre révolutionnaire et patriote indien célèbre, Bayankar Achary, est également membre du cortège. Marchant 50 mètres en avant avec un porte-voix, il demande à la police française et aux officiels de coopérer en se rendant. La police réagit en lançant quelques grenades qui explosent sans faire de blessé à 20 mètres de Dadala, et finit par tirer sur les manifestants [réf. souhaitée].
Les manifestants s’abritent derrière le choultry de Manyam Zamindar et tirent contre la police française qui se trouve sur la place devant le poste de police [réf. souhaitée]. Quatre agents restent blessés au sol, tandis que les autres s’enferment dans le poste craignant la fureur de foule. Dadala les entoure et les désarme. Les manifestants ratissent la ville pour arrêter tous les dirigeants pro-français et les conduire à une cour martiale. Une fois qu'ils ont avoué leur culpabilité, la clémence leur est accordée. Le coup d'État de Yanaon est annoncé par All India Radio et dans la presse.
Le drapeau national indien est hissé sur le pavillon de l'administrateur, après quoi les partisans de l’intégration forment le gouvernement provisoire révolutionnaire de Yanaon, dirigé par Dadala, qui adopte une résolution déclarant Yanaon libéré.

## Le meurtre de Monsieur Samatam
Un autre événement de ce jour-là est la mort de Samatam Krouschnaya, maire par intérim.
Il se battait seul contre des groupes de manifestants pour la souveraineté française sur Yanaon.
Satianandam est informé par son frère de localisation de Monsieur Samatam.
Alors que Samatam essaie de sauter d'un mur de la maison de Pydikondala pour se mettre à l'abri, il est tué par Maddimchetty Satianandam, qui a reçu d'un ami proche un pistolet, dans l'idée que sa maison avait été pillée à cause de Samatam.
Le maire par intérim de 78 ans, Samatam, s'effondre en clamant Vive la France.
On déclare ensuite que Samatam a été victime de l'Armée indienne (suspectée d'avoir blessé beaucoup de gens à Yanaon à cette occasion).
Si Samatam était resté vivant ce jour-là, le coup d'État de Yanaon aurait sans doute échoué.
La mort de Samatam est considérée par les Français, encore maintenant, comme une conspiration indienne. Pour la population locale de Yanaon, la vérité sur ce meurtre demeure mystérieuse.

## Les conséquences du coup d'État
Le coup d'État exaspère les autorités françaises de Pondichéry. Les rumeurs se répandent que le gouvernement français envoie un croiseur pour capturer les dirigeants révolutionnaires et rétablir l'autorité. Trois jours avant, le dernier administrateur de Yanaon, George Sala, avait été rappelé par André Ménard, gouverneur général de Pondichéry.
Monsieur Dadala est nommé commissaire temporaire de Yanaon pour 14 jours. Fin juin 1954, Sri Kewal Singh en visite à Yanaon demande Dadala de retourner Pondichéry pour continuer ses activités. [réf. souhaitée] Le 3 juillet il quitte Yanaon après avoir organisé l'administration.
Le 1er novembre 1954, Yanaon est de fait transféré à l'Inde. Le 16 janvier 1955 le premier ministre indien Jawaharlal Nehru visite Pondichéry. Monsieur Édouard Goubert, S. Perumal, Dadala et Sri Pakirisamy Pillai présentent des adresses à Pandit Nehru lors d’un meeting public au maidan du Gorimedu. [réf. souhaitée]
Dans le Traité de cession signée par la France et les autorités indiennes le 28 mai 1956, la France déclare qu'elle n'est pas responsable des événements arrivés après le 13 juin 1954.
Monsieur Dadala est nommé officier de haut rang dans l'État d'Andhra Pradesh jusqu'à sa retraite prise le 29 juin 1963, trois jours avant l’intégration de Yanaon dans le territoire unifié de Pondichéry.